# Ватерберх (национальный парк)
Национальный парк Ватерберх — национальный парк в центральной Намибии на плато Ватерберх в 68 км к востоку от города Очиваронго.
Плато Ватерберх — частично возвышенное пространство, поднимающееся на значительную высоту относительно равнин Калахари в восточной части Намибии. Парк Ватерберх и прилегающие территории объявлены природным заповедником в 1972 году. Площадь охраняемой территории 405 км². Плато сравнительно недоступно, поэтому в начале 1970-х годов сюда были перевезены некоторые виды животных Намибии, которым угрожало исчезновение. Программа оказалась успешной, и в настоящее время парк является источником редких животных для других заповедников страны. В 1989 году в парке появились чёрные носороги, завезённые из Дамараленда.
Парк Ватерберх отличается животным и растительным разнообразием, включает более 200 видов птиц, а также редкие виды мелких антилоп на холмах у подножия гор.
Старейшие скальные пласты имеют возраст 850 млн. лет, имеются следы динозавров, оставленные 200 млн. лет назад.

## Человеческая популяция
Первые поселенцы на плато — народность сан, оставившая рисунки на скалах несколько тысяч лет назад. Небольшое племя сан проживало на плато до конца 1960-х годов.

## Галерея

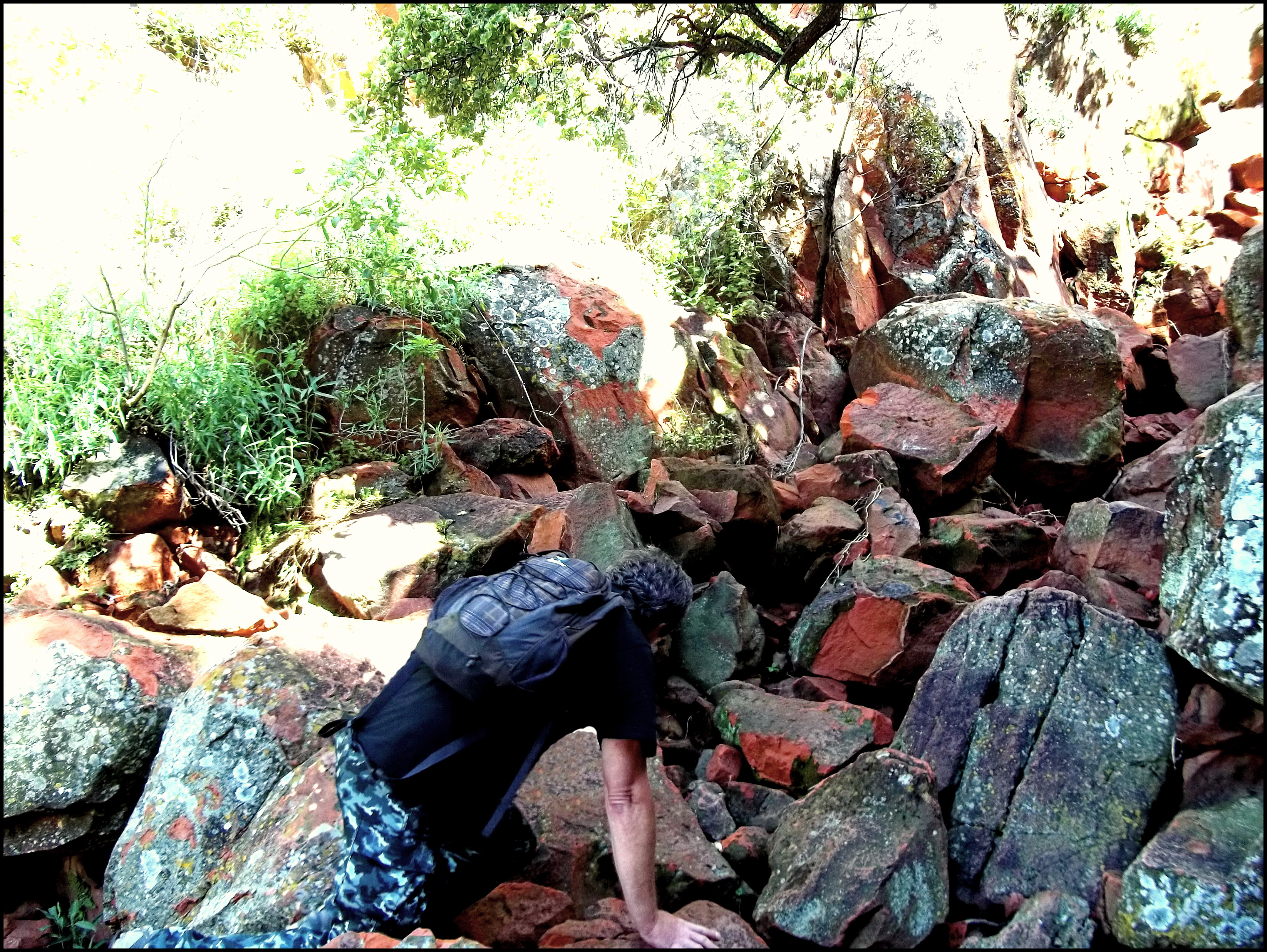
Подъем на столовую гору Ватерберх
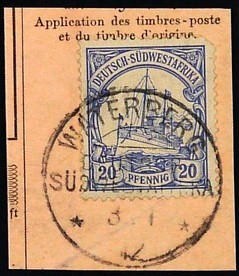
Марки для немецкой Юго-Западной Африки почтовому штемпелю Ватерберх
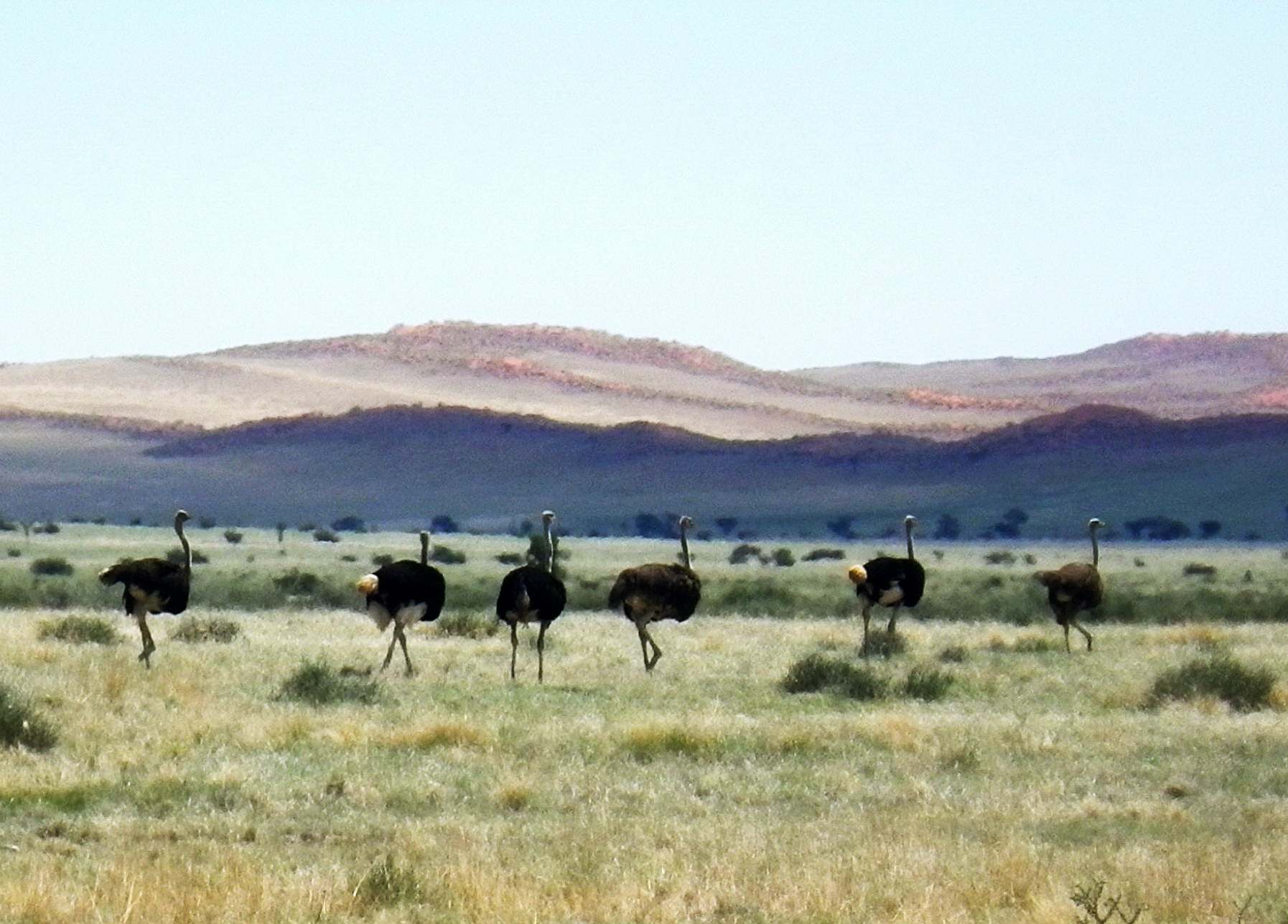
Танец страусов в парке Ватерберх
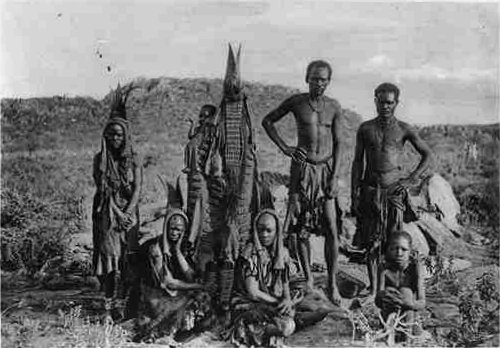
Народность гереро ок. 1910 года
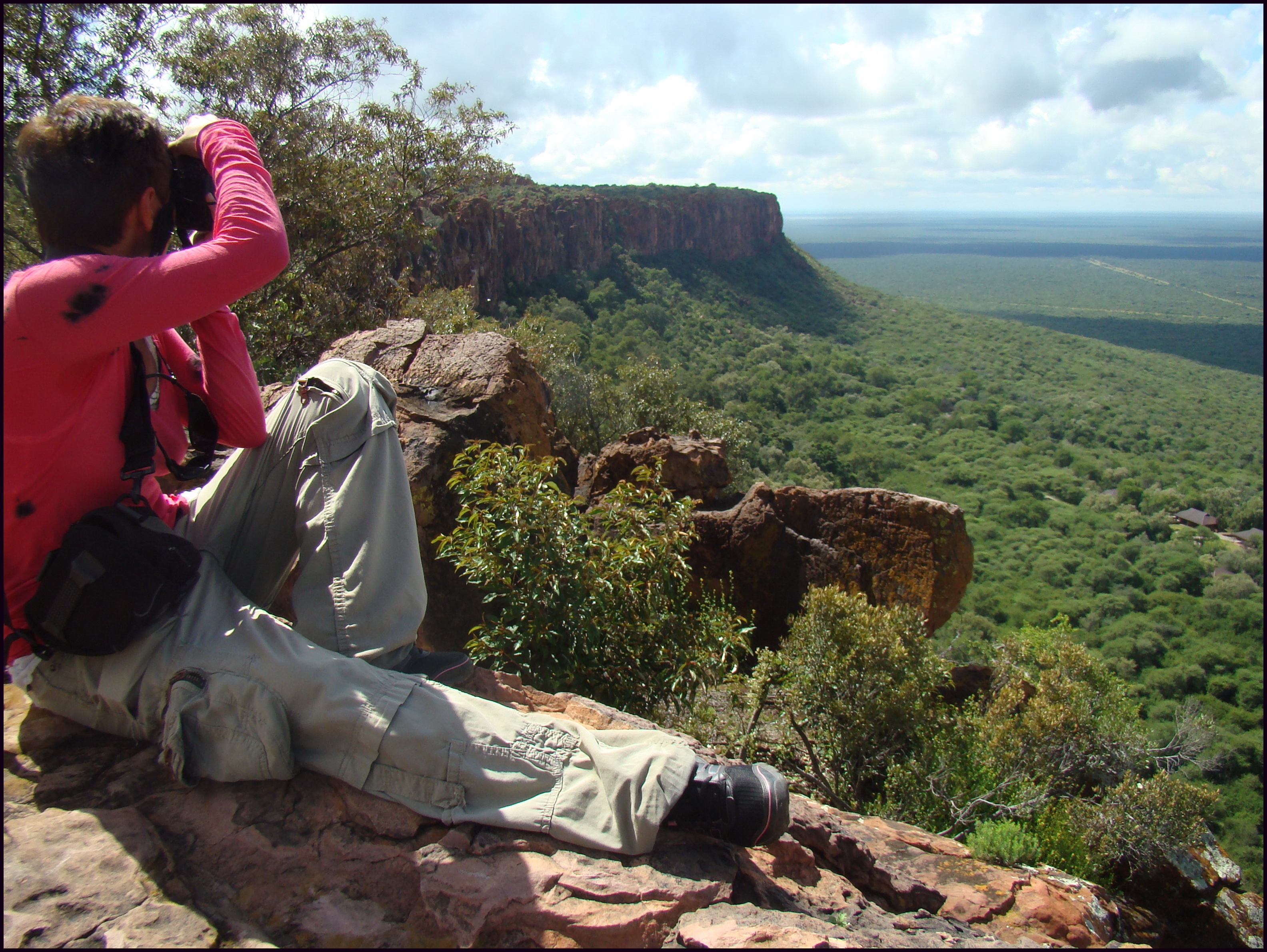
Вид на плато со столовой горы Ватерберх
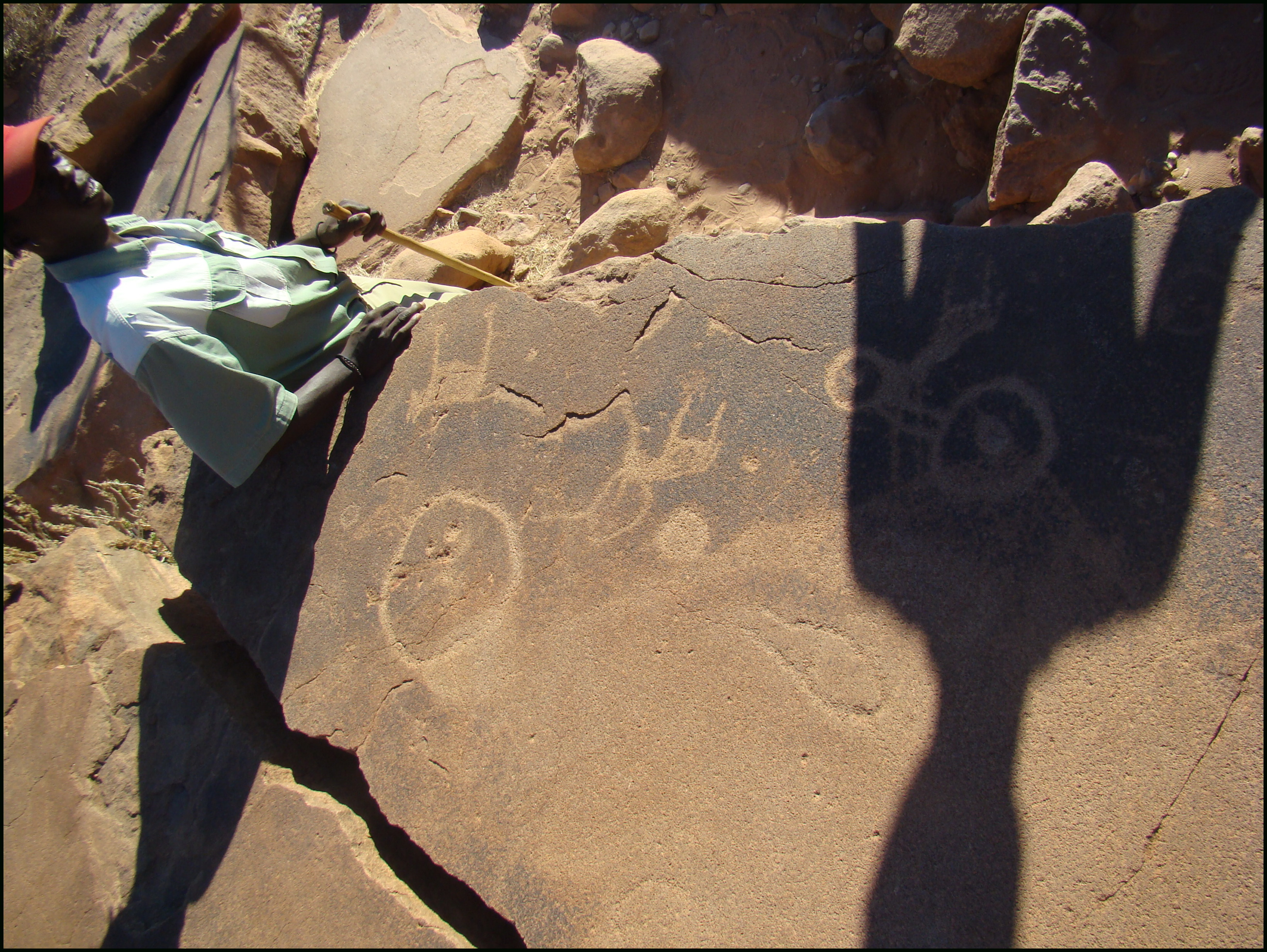
Древние петроглифы в предгорьях столовой горы Ватерберх